# Neocoenorhinidius cyaneus
Neocoenorhinidius cyaneus is een keversoort uit de familie Rhynchitidae. De wetenschappelijke naam van de soort is voor het eerst geldig gepubliceerd in 1911 door Formanek.